# Cecilia Patrón Laviada
Cecilia Anunciación Patrón Laviada (Mérida, Yucatán; 25 de marzo de 1971) es una política mexicana, miembro del Partido Acción Nacional, y quien, desde el 1° de septiembre de 2024, se desempeña como presidenta municipal de Mérida para el periodo 2024 - 2027. 
Ha desempeñado varios cargos públicos en el estado de Yucatán. Fue, con anterioridad, diputada federal al Congreso de la Unión en dos ocasiones, de 2018 a 2021 por la vía plurinominal (representación proporcional), y electa por el Distrito 4 de Yucatán, de 2021 a 2024, así como secretaria general de su partido. 

## Trayectoria política
Cecilia Patrón Laviada es licenciada en Relaciones Públicas por el Instituto de Ciencias de la Comunicación de Yucatán A.C., tiene un diplomado en Pedagogía y Desarrollo Familiar por la Universidad del Mayab y un diplomado en Administración Pública. Es hermana de Patricio Patrón Laviada, gobernador de Yucatán de 2001 a 2007.
Entre 1995 y 1998 fue presidenta del Sistema para el Desarrollo Integral de la Familia (DIF) del municipio de Mérida, durante la administración como presidente municipal de su hermano Patricio Patrón Laviada, de 1998 a 2001 fue jefa de Relaciones Públicas del mismo ayuntamiento, durante la administración de Xavier Abreu Sierra y de 2004 a 2007 directora de Atención Ciudadana y Relaciones Públicas en la comuna encabezada por Manuel Fuentes Alcocer.
De 2009 a 2012 ocupó el cargo de directora de Microrregiones de la Secretaría de Desarrollo Social en Yucatán, y de 2015 a 2018 fue directora de Desarrollo Social en el ayuntamiento de Mérida, presidido entonces por Mauricio Vila Dosal.
En 2018 fue postulada candidata del PAN, como parte de la coalición Por México al Frente, a diputada federal por el distrito 3 de Yucatán. Inicialmente fue declarada triunfadora en la elección y recibió la constancia de mayoría, sin embargo su opositor postulado por Morena, Roger Aguilar Salazar, impugnó la elección y la autoridad electoral le dio la razón, revocando la constancia de mayoría de Cecilia Patrón, y declarándolo diputado electo. Sin embargo, Roger Aguilar sufrió un derrame cerebral el 1 de agosto siguiente, y murió a consecuencia del mismo el 5 de septiembre, sin haber asumido nunca la diputación federal.
Por su parte, Cecilia Patrón también había sido postulada por su partido como candidata a diputada por la vía plurinominal, por lo que de cualquiera manera resultó electa a la LXIV Legislatura de ese año a 2021,  en la Cámara de Diputados los cargos de secretaria de la comisión de Atención a Grupos Vulnerables; e integrante de las de Desarrollo Social; y de Hacienda y Crédito Público.

### Presidenta municipal de Mérida (2024 - 2027)
Cecilia Patrón participó en los comicios locales de 2024, como candidata de la coalición entre el Partido Acción Nacional, el Partido Revolucionario Institucional y Nueva Alianza Yucatán a la presidencia municipal de Mérida, resultando ganadora con el 50% de los votos. 
El 7 de junio de 2024 recibió su constancia de mayoría expedida por el Instituto Electoral y de Participación Ciudadana de Yucatán como presidenta municipal electa para el periodo 2024-2027, ejerciendo el cargo desde el 1° de septiembre de 2024. 